# 根岸及近傍図
根岸及近傍図（ねぎしおよびきんぼうのず）は、根岸倶楽部の立案及び大槻文彦の編集のもと、根岸の道しるべの図として1901年（明治34年）に刊行された地図。
本図には、現在の台東区根岸及び荒川区東日暮里四～五丁目付近の地番と主な旧跡や店舗名等が記載されており、さらに地図の余白には40の項目を立てて旧跡や名物の解説を行っている。
大槻文彦は、1884年（明治17年）10月15日に浅草今戸町21番地から根岸に移り住み（金杉村216番地。現在の荒川区東日暮里五丁目9番地付近）、1887年11月13日に金杉村130番地に転居した（同所は後に下谷区に編入され、上根岸町110番地に改称。現在の台東区根岸二丁目21番地付近）。1892年3月に上根岸町110番地から岩手県中里村中里199番戸に転籍。1895年12月15日、仙台より上根岸町110番地に戻る。根岸及近傍図を発行した1901年（明治34年）8月9日に日暮里村大字金杉字中村258番地（現在の荒川区東日暮里四丁目21番地）の新居に移る（雨松軒）。その後、1928年（昭和３年）2月17日に亡くなるまでここで暮らした。同年夏、住まいのすぐそばの御行の松が枯死した。